# Domblans
Domblans es una comuna nueva francesa situada en el departamento de Jura, de la región de Borgoña-Franco Condado.

## Historia
El 1 de enero de 2019 pasó a ser una comuna nueva al absorber la comuna de Bréry.

## Demografía
Según los datos aportados en la resolución del prefecto de Jura, la comuna nueva se crea con 1223 habitantes.

## Composición
| Comuna fusionada | Código INSEE | Población   | Superficie (km²) | Densidad (hab./km²) |
| ---------------- | ------------ | ----------- | ---------------- | ------------------- |
| Bréry            | 39075        | 227 (2016)  | 4.85             | 47                  |
| Domblans         | 39199        | 1232 (2017) | 10.01            | 123                 |